# 达卢姆
达卢姆是德国下萨克森州的一个市镇。总面积15.12平方公里，总人口722人，其中男性372人，女性350人（2011年12月31日），人口密度48人/平方公里。